# Apokalipsa z Angers

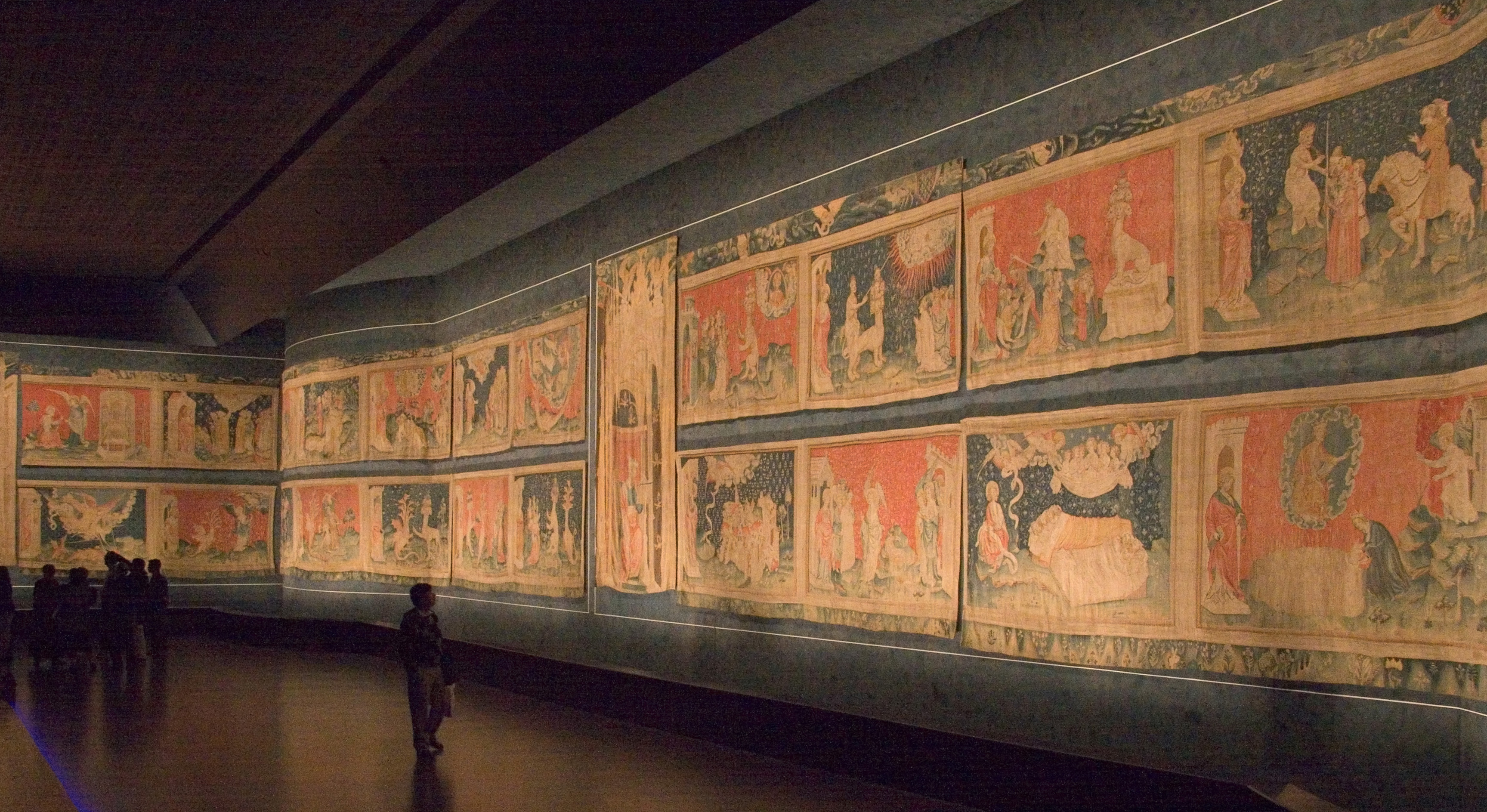
Fragment cyklu Apokalipsy w zamku w Angers

Apokalipsa z Angers – wielki zespół tapiserii wykonanych na zlecenie Ludwika I Anjou, księcia andegaweńskiego, wykonany w latach 1377–1382 w paryskim warsztacie Nicolasa Bataille’a wedle projektu Jana Bondola z Brugii. Tematem wszystkich tapiserii jest Objawienie świętego Jana, na dziełach ukazano pierwotnie 90 wybranych scen. Cykl ten obecnie znajduje się w Musée de Tapisserie w obrębie średniowiecznego zamku w Angers nad Loarą.

## Dzieje

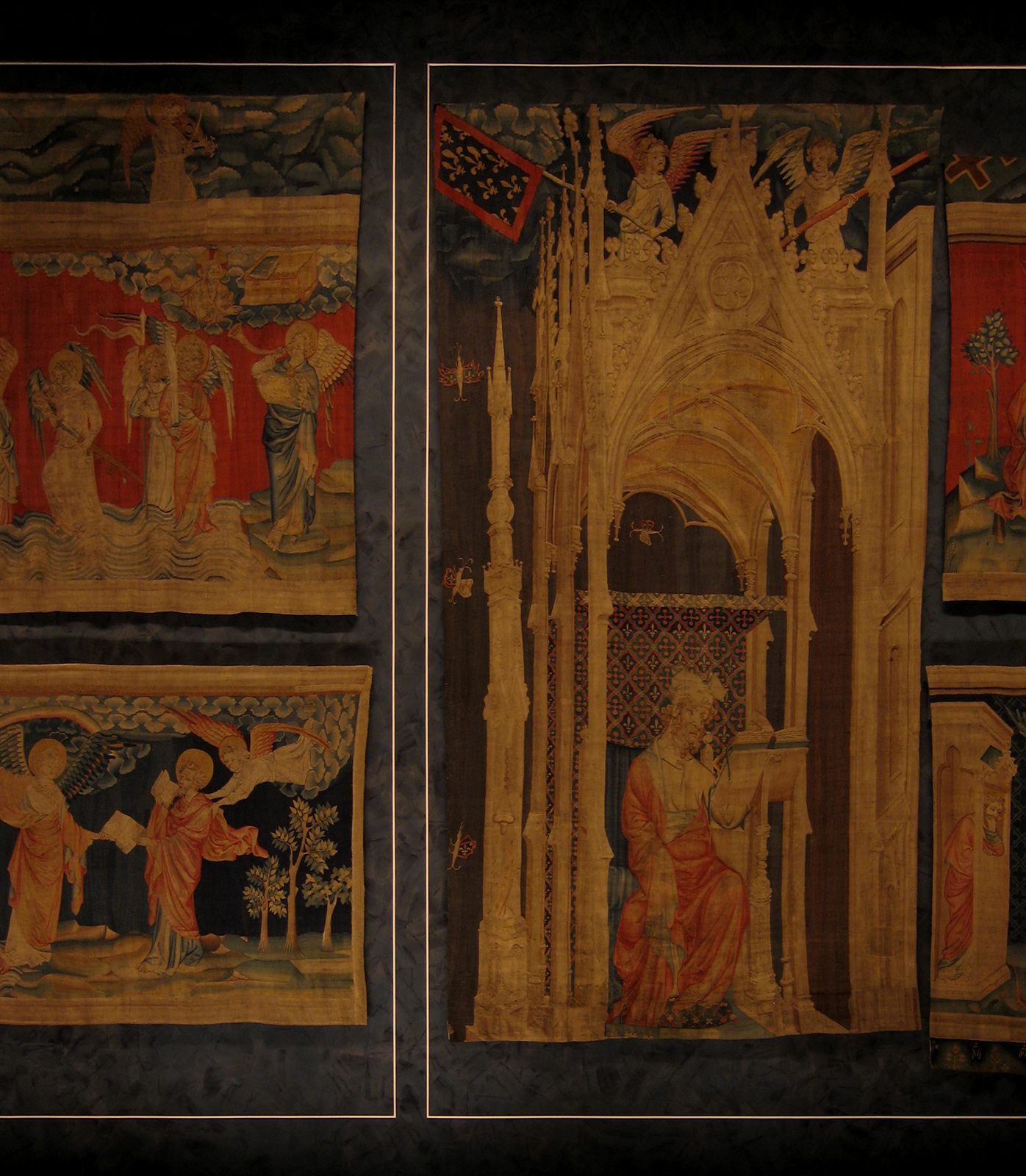
Widok na fragment cyklu, po prawej tapiseria z wizerunkiem tronującego władcy

Pomysł wykonania cyklu zrodził się w późnych latach 70. XIV stulecia na dworze książęcym Ludwika Andegaweńskiego, brata Karola V Mądrego, hrabiego, a następnie od 1360 roku księcia Andegawenii (lata panowania 1356-1384). Pochodzący zapewne z Flandrii Hennequin de Bruges, przybył z Brugii do Francji przed 1368 rokiem, dał się tam poznać jako malarz królewski opracował najprawdopodobniej na kartonach rysunki projektowe dla cyklu. Wykonanie powierzono pracowni Roberta Poinçona w Paryżu, wynajętej przez Nicholasa Bataille’a, który był przedsiębiorcą i handlarzem tkanin Realizacja dzieła trwała od 1377 do 1379 roku. Najprawdopodobniej około 1382 wykonano całość cyklu. Nie wiadomo na temat pierwotnej funkcji i lokalizacji cyklu; istnieje szereg przypuszczeń, brano pod uwagę zarówno wnętrza kościoła katedralnego oraz położonego nieopodal zamku w historycznej siedzibie Andegawenów. Inna wersja badawcza wskazuje na okolicznościowe eksponowanie cyklu, na zewnątrz; mógł tworzyć wielki parawan otaczający pole turniejowe, popularne stały się pojedynki rycerzy-jeźdźców na kopie. Pomysł wykonania cyklu i dobór tematu mógł mieć również podłoże ideowe, mające na celu umocnienia politycznej, dynastycznej i moralnej pozycji księcia, zważając na zaostrzenie konfliktu Walezjuszów z angielskimi Plantagenetami podczas wojny stuletniej. Wiadomo że, tapiserie zawisły na dziedzińcu paryskiego pałacu arcybiskupiego podczas uroczystości zaślubin syna Ludwika I Anjou, Ludwika II Anjou z Jolantą d’Aragon w 1400 roku.
Po niemal stuletnim posiadaniu gobelinów przez książąt andegaweńskich René d'Anjou pozyskał tapiserie, w 1480 roku zostały zawieszone wewnątrz katedry w Angers. Podczas rewolucji francuskiej tapiserie zostały zrabowane, rozproszone i wykorzystywane do rozmaitych celów; część z nich wykorzystano jako dywany, dekorację ścian, ocieplano wnętrza stajni. W przeciwieństwie do innych cennych średniowiecznych dzieł tekstylnych, które bezwzględnie niszczono, wyjmowano złote aplikacje w celu wtórnego wykorzystania tego cennego materiału, zespół gobelinów z Angers wytrzymał próbę czasu niemal w całości. Ocalałe fragmenty w 1848 roku ponownie ujrzały światło dzienne, scalano je w cykl, zaś w 1870 powróciły do katedry.
Zważając na rozwój muzealnictwa oraz przede wszystkim wysoką klasę artystyczną cyklu i unikatowość już w XIX wieku ze względów praktycznych (katedra nie była użytecznym miejscem ekspozycji cyklu) planowano urządzić specjalną ekspozycję. Idea ekspozycji gobelinów w salach zamkowych narodziła się po tym, kiedy ta forteca przestała być wykorzystywana do celów militarnych. Do 1954 roku zamek przeszedł gruntowną renowację i adaptację na muzeum. Architekt Bernard Vitry zaprojektował sale ekspozycji. W latach 1990–2000 odnowiono ekspozycję, która otrzymała nowoczesną klimatyzację, wentylację i oświetlenie przyjazne do ekspozycji zabytkowych tekstyliów.

## Charakterystyka cyklu

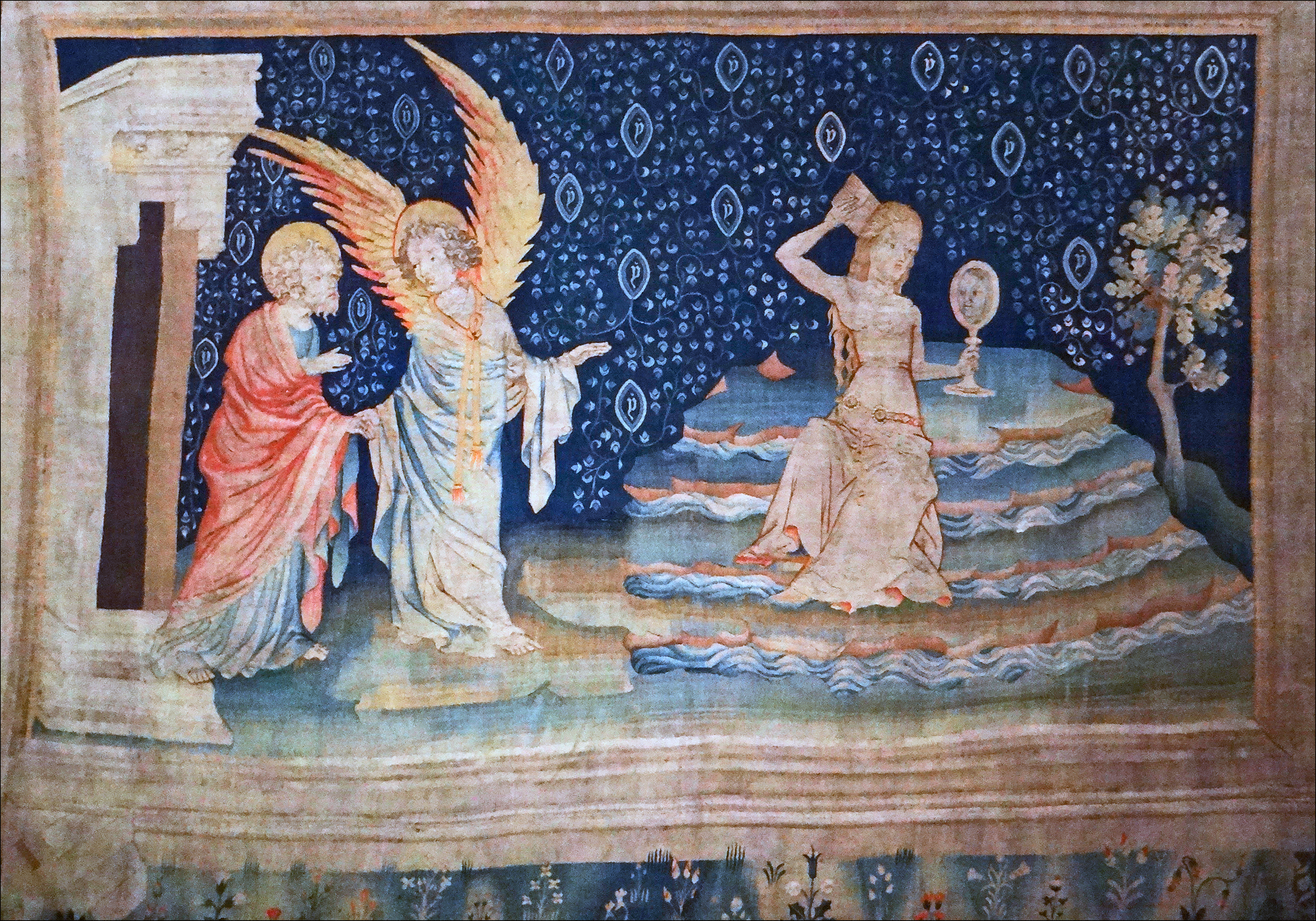
Wielka Nierządnica Babilonu

Pierwotnie cykl składał się z 90 scen podzielonych na sześć części. Każda z tych części tworzyła prostokąt o wymiarach 24 metry szerokości i 6.1 metrów wysokości Do dziś zachowały się 71 scen. Poszczególne epizody obramione są z dwóch dłuższych stron bordiurami. Na przemian użyto ciemnych błękitów i czerwieni do teł, natomiast większość postaci, monstrów, fauny i flory oraz elementów scenerii architektoniczno-krajobrazowej utrzymano w odcieniach koloru kości słoniowej. Szeroką gamę barw (w tym srebrne i złote nici) wykorzystano do podkreślenia konturów i poszczególnych detali.
Gobeliny charakteryzują się klarowną i jednocześnie wymyślną aranżacją przestrzenną, mocno podkreślonym dysonansem pomiędzy ciemniejszymi barwami teł i jasnymi figurami. Umieszczone są w bogatej scenerii krajobrazowo-architektonicznej. Tła charakteryzują się bogatą różnorodnością; niektóre mają dekorację czysto ornamentalną, geometryczną, lub naniesiono liczne motywy roślinne (millefleurs), lub są zupełnie neutralne. Scenerie poświadczają obserwację natury, widoczne jest to w poszczególnych elementach krajobrazu: skalnych urwiskach, rozłożystych drzewa, kępach i rozmaitych, często dekoracyjnie zakomponowanych kwiatach. Poszczególne budowle charakteryzują się bryłowatością i malowniczością wynikającą z efektu nałożenia rozmaitych form architektonicznych, piętrzących się brył, ukazanych z udaną próbą oddania perspektywy. Szczegółowo zostały opracowany detale budynków z mocnym podkreśleniem repertuaru motywów typowych dla gotyku. Silny ładunek ekspresji widoczny jest w dramatycznych epizodach zmagania się ze złem. Widoczne tu jest niezwykłe podejście do ukazywania rozmaitych bestii, smoków, Czterech Jeźdźców Apokalipsy, czy Śmierci. Personifikacja śmierci w gobelinach została ukazana w odmiennym wariancie ikonograficznym znanym głównie w Anglii, nie jako żyjąca osoba z odpowiednimi atrybutami, lecz jako postać w momencie zaawansowanego rozkładu. W sposób sugestywny ukazano działanie żywiołów, umiejętnie oddano moment np. walenia się budowli, efekt wzburzonych fal, dramat walki, pęd koni etc. Większości postaciom, aniołom nadano delikatne rysy twarzy; odziane są w bujne szaty o płynnym, miękkim modelunku draperii. W większości scen ukazany został św. Jan spisujący poszczególne wydarzenia, usytuowany jest zazwyczaj po lewej stronie kompozycji wewnątrz gotyckiego budynku w niektórych gobelinach zgodnie z treścią Objawienia włącza się do akcji.
Zamykająca Pismo Święte Objawienie św. Jana była zasadniczą inspiracją dla cyklu W XIV i XV stuleciu, wzrosła popularność tematu Apokalipsy w sztuce, m.in. ze względu na heroiczny aspekt, ostatecznej walki dobra ze złem i podkreślenie wątku bitwy aniołów z bestiami. Mimo silnie podkreślonego dramatyzmu poszczególnych wydarzeń, szczególnie został tu podkreślony wymiar ostatecznego boskiego zwycięstwa i wiecznego panowania Chrystusa. Cykle były znane także w malarstwie ściennym, witrażowym i książkowym na terenie niemal całej łacińskiej Europy. Zarówno wątki apokaliptyczne, turniejowe i wojenne nie były obce w sztuce dworu Karola V Mądrego. Karol V miłował w kolekcjonowaniu starych manuskryptów; w 1373 roku pozyskał stare rękopis angielski z około 1250 r. w którym znalazły się wątki z Objawienia św. Jana. W roku 1367 wspomniany król Francji otrzymał dar od mieszczan Lille w postaci wielkiego gobelinu z wątkami apokaliptycznymi.

## Opis i struktura cyklu

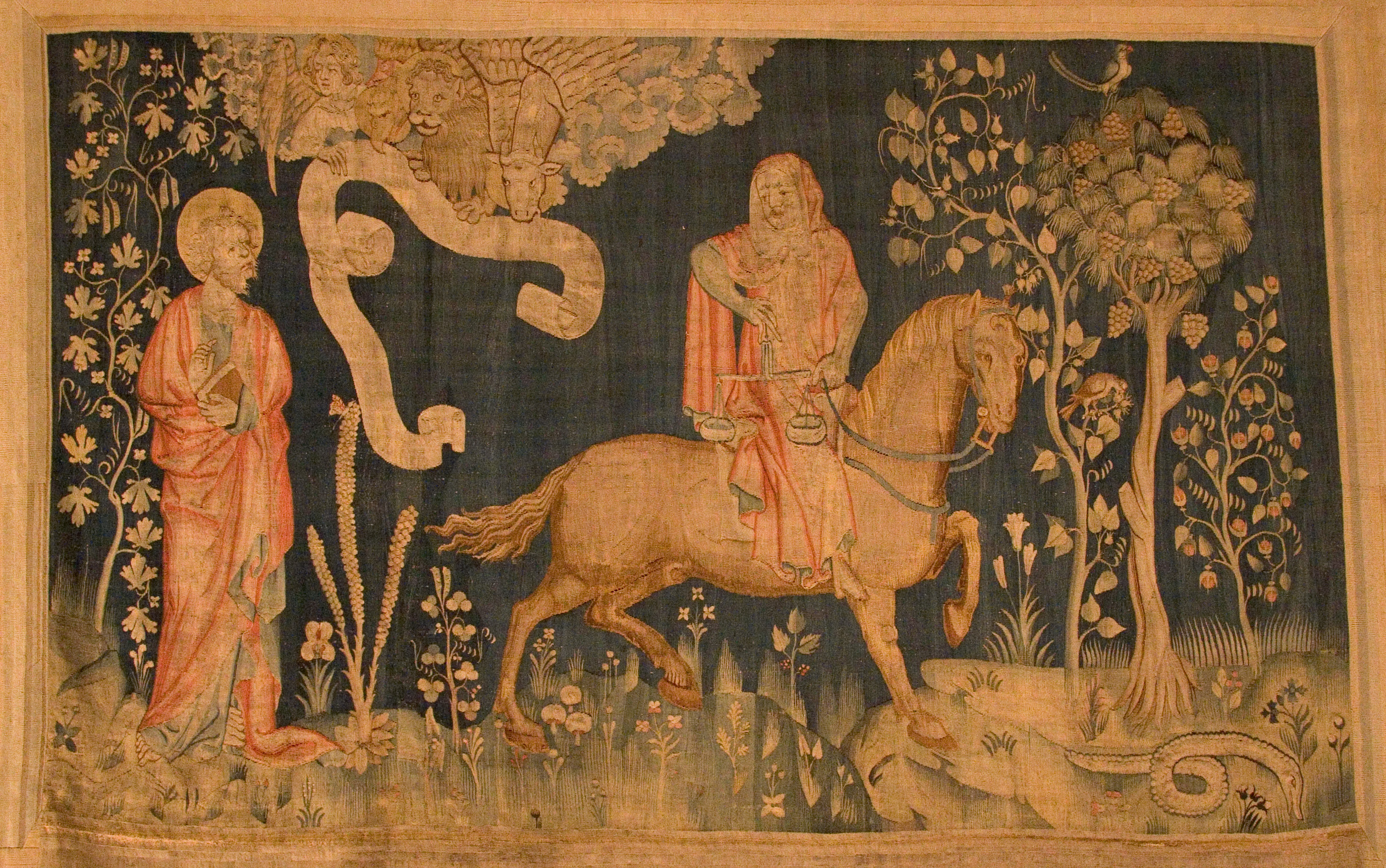
Scena 9: Jeździec dzierżący wagę pędzący na czarnym koniu – głód (trzecia pieczęć)

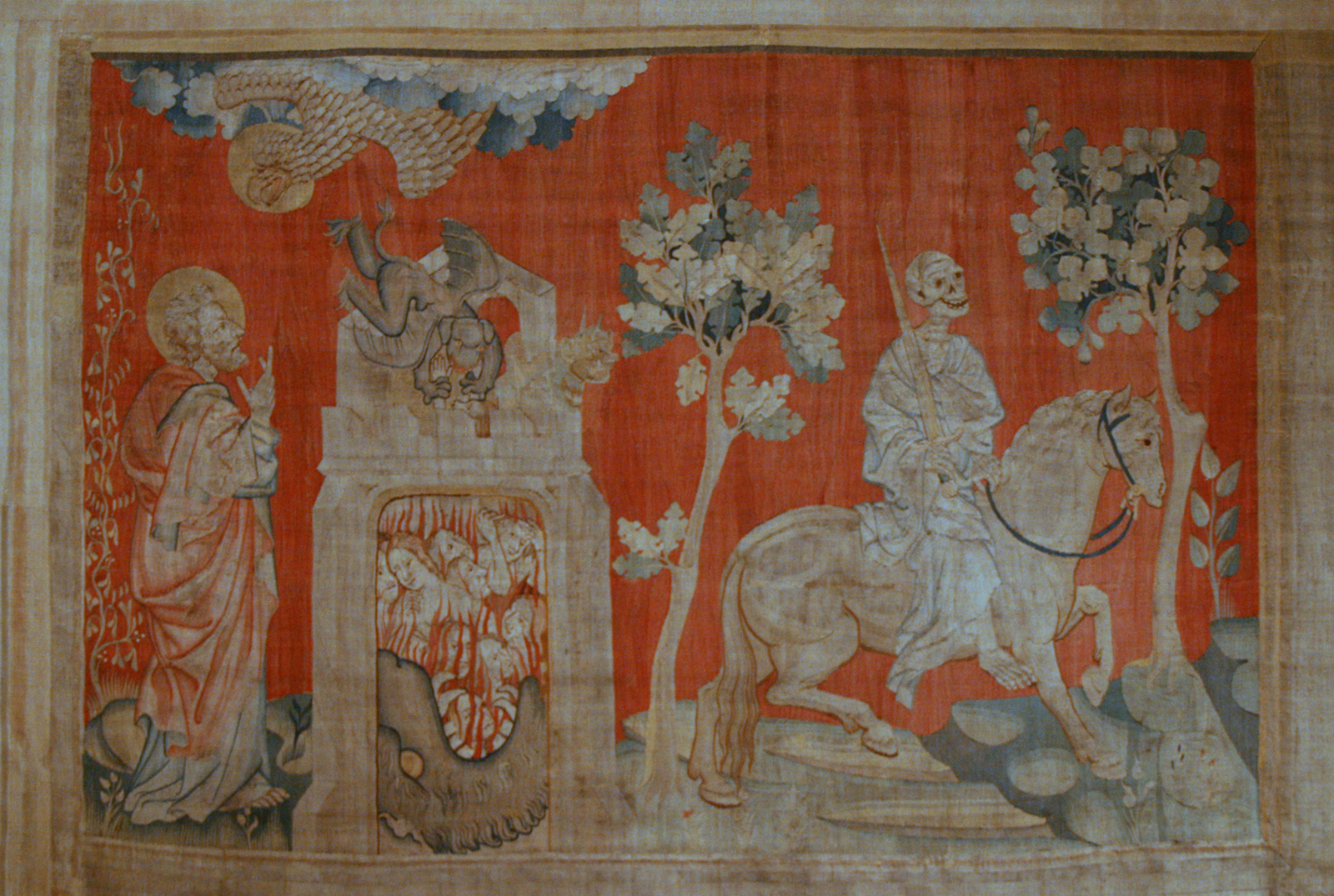
Scena 10: Jeździec z czaszką pędzący na trupio bladym koniu – śmierć (czwarta pieczęć)

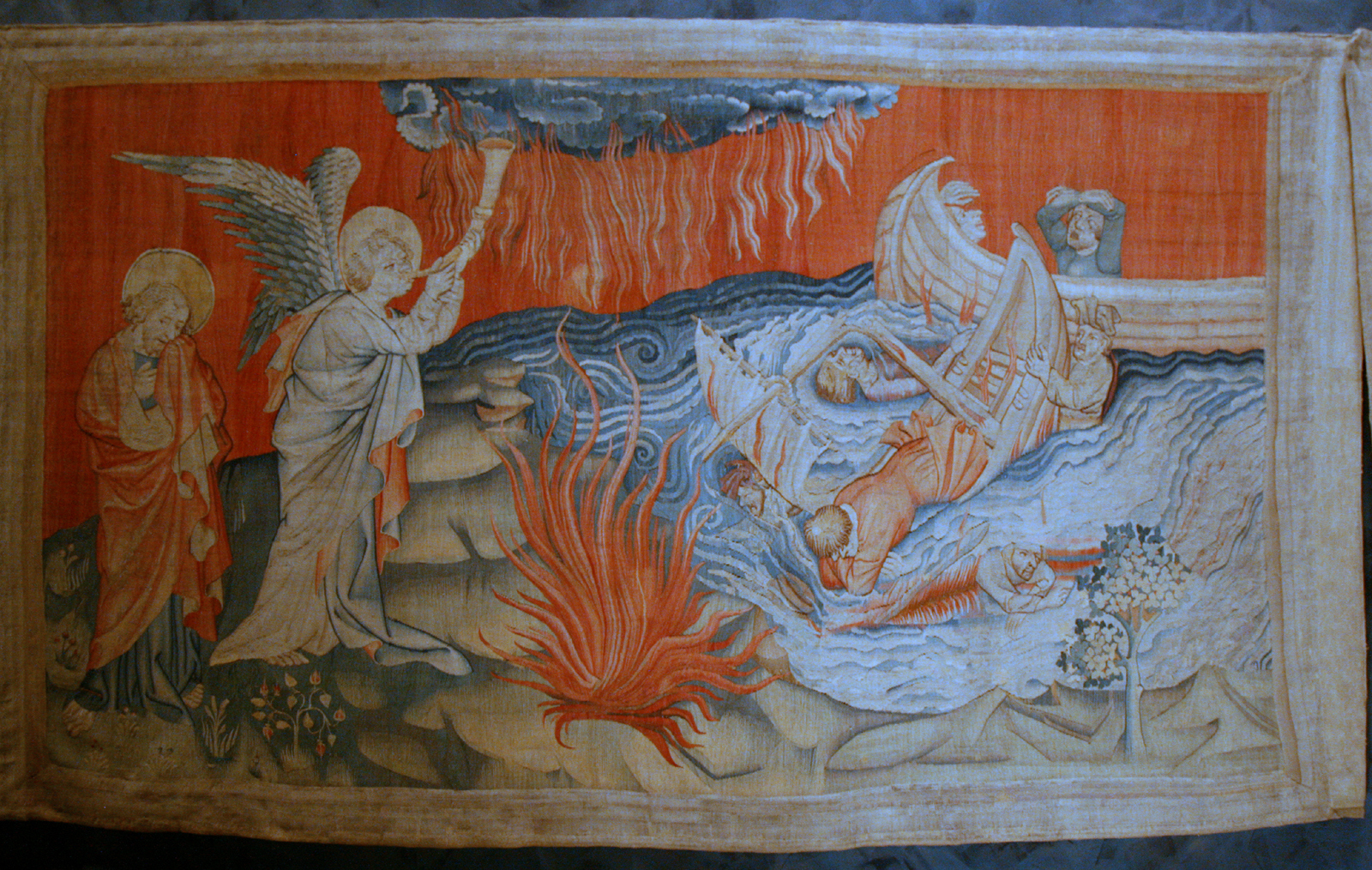
Scena 18: Sztorm (druga trąba)

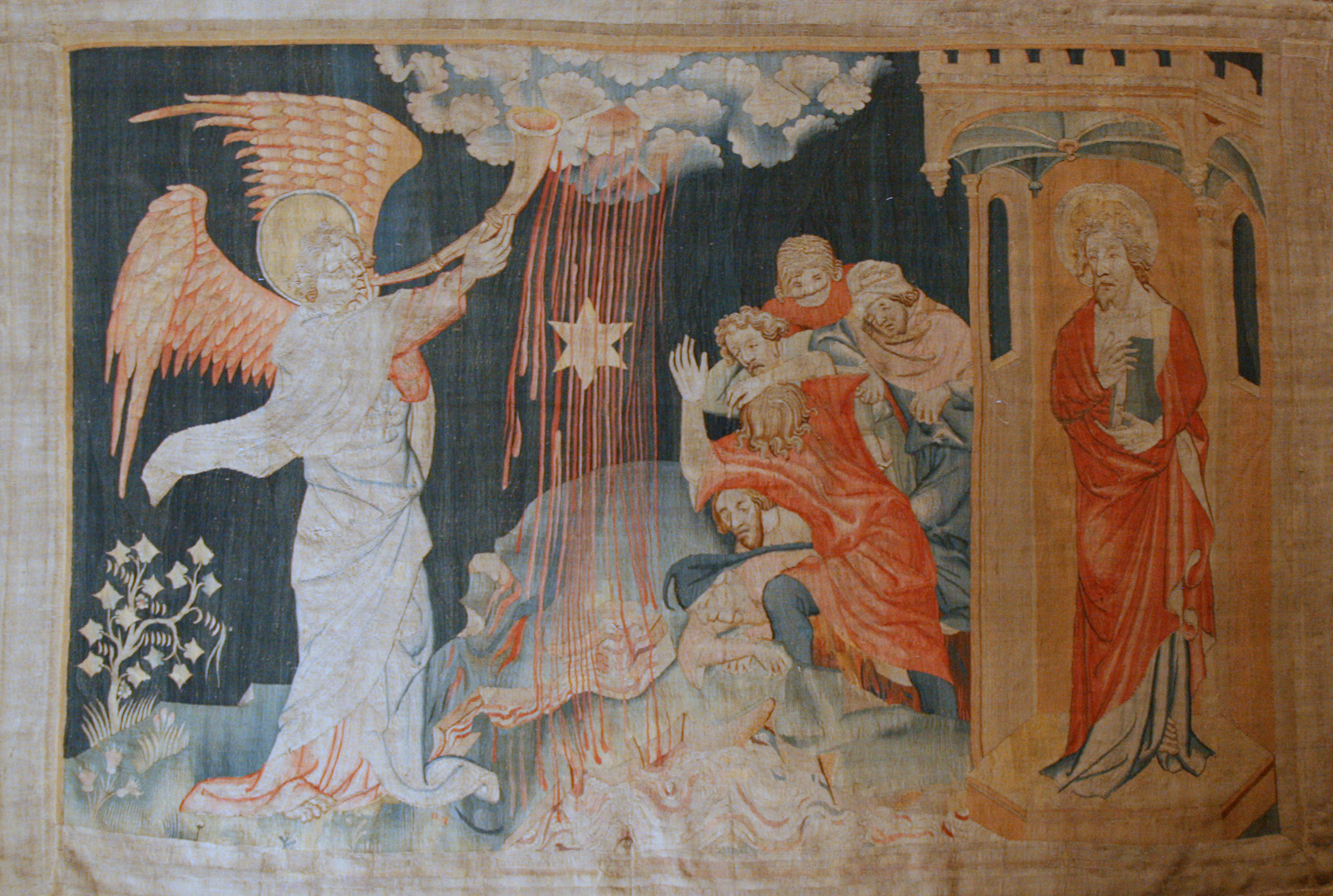
Scena 19: Piołun (trzecia trąba)

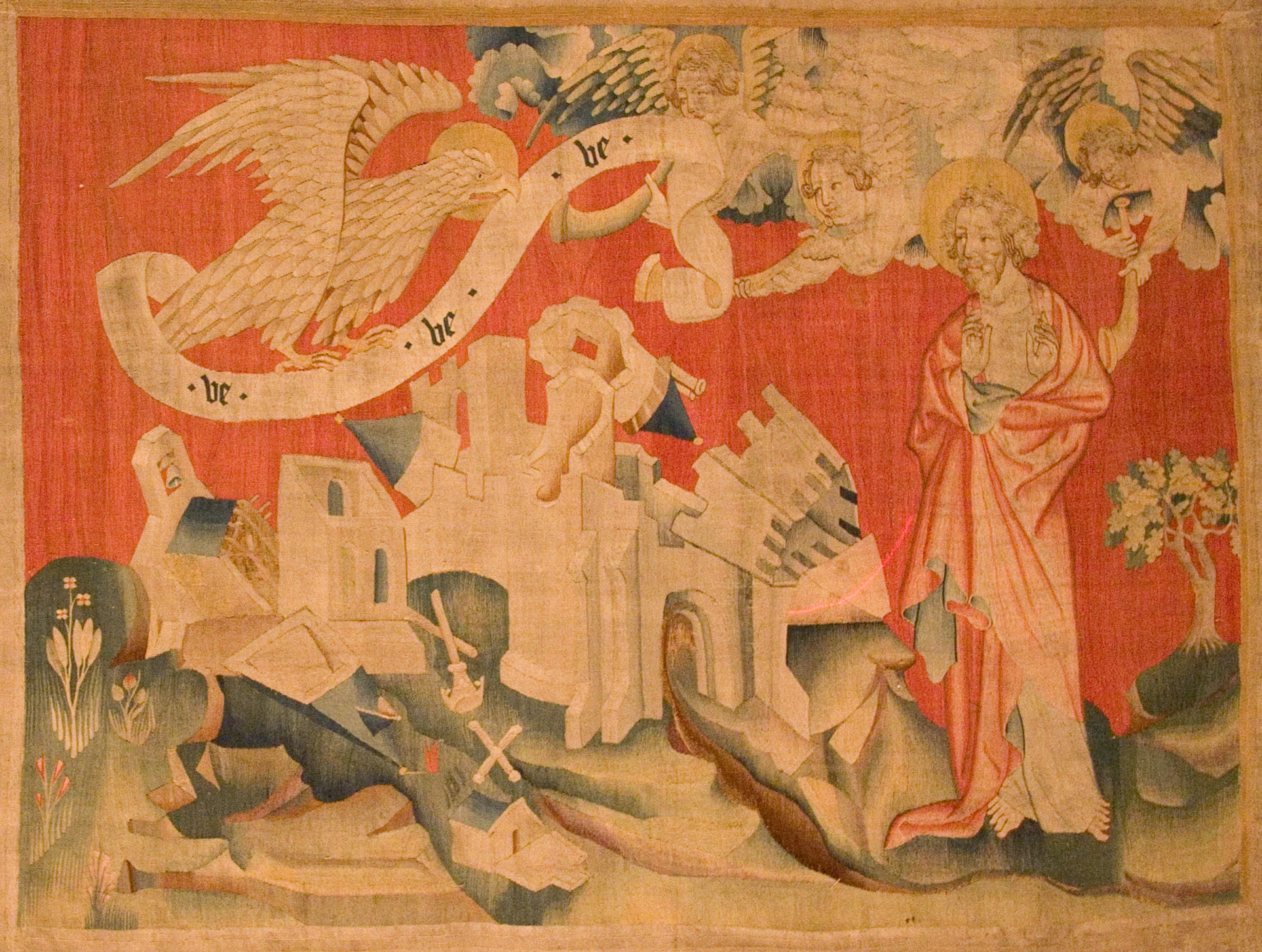
Scena 20: Lecący orzeł nad zniszczonym miastem (czwarta trąba)

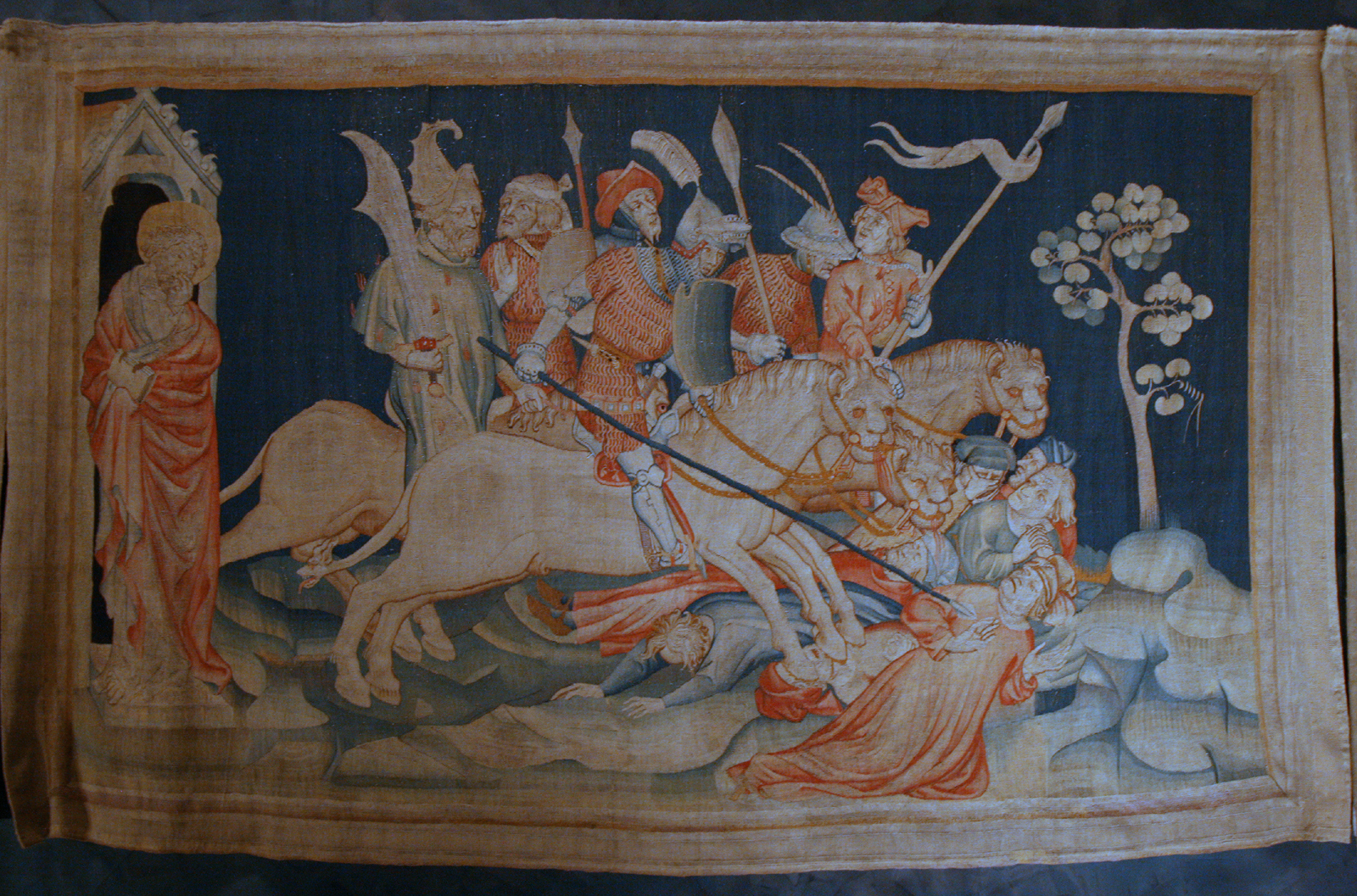
Scena 23: Wojska konne

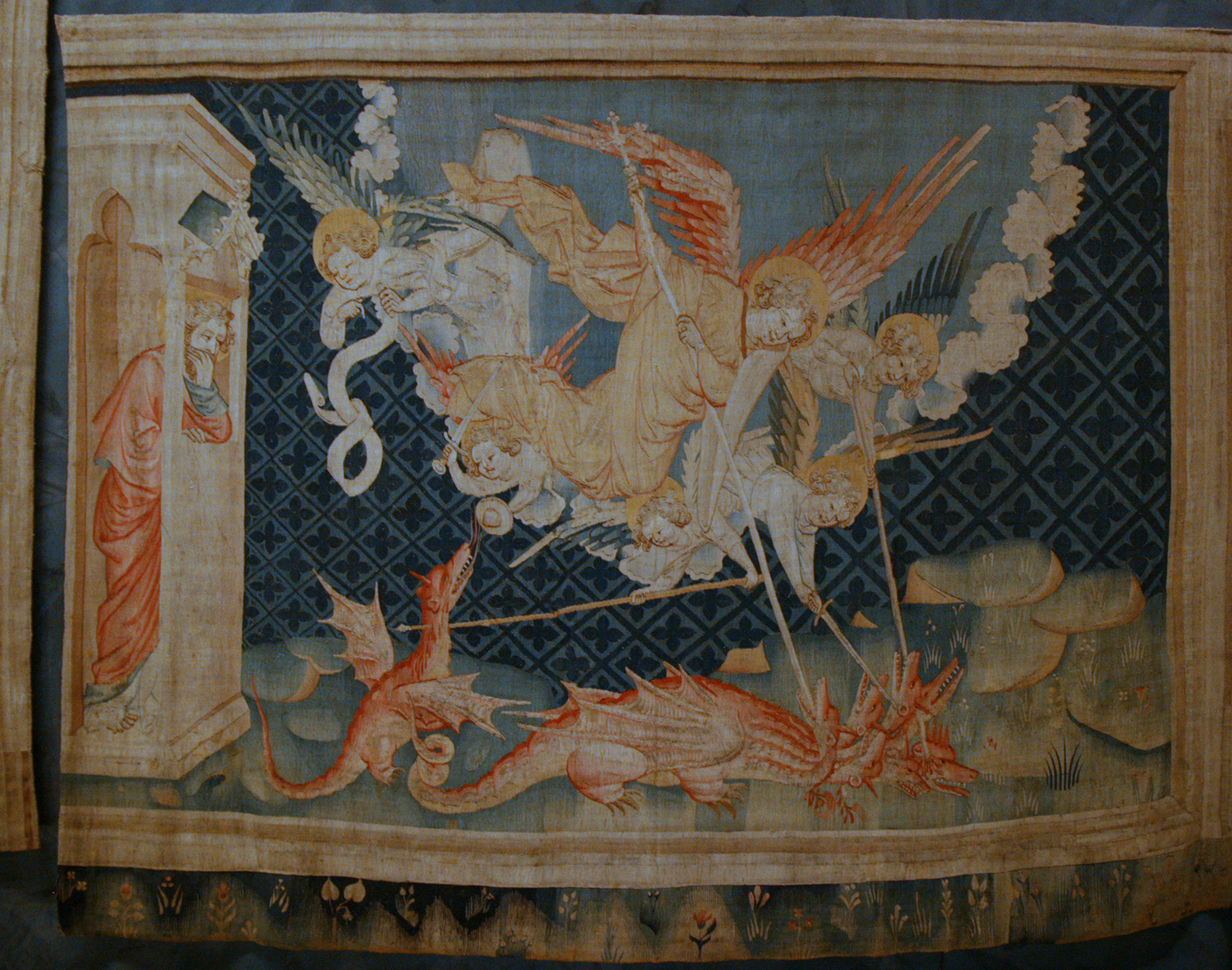
Scena 34: Archanioł Michał zwycięża smoka

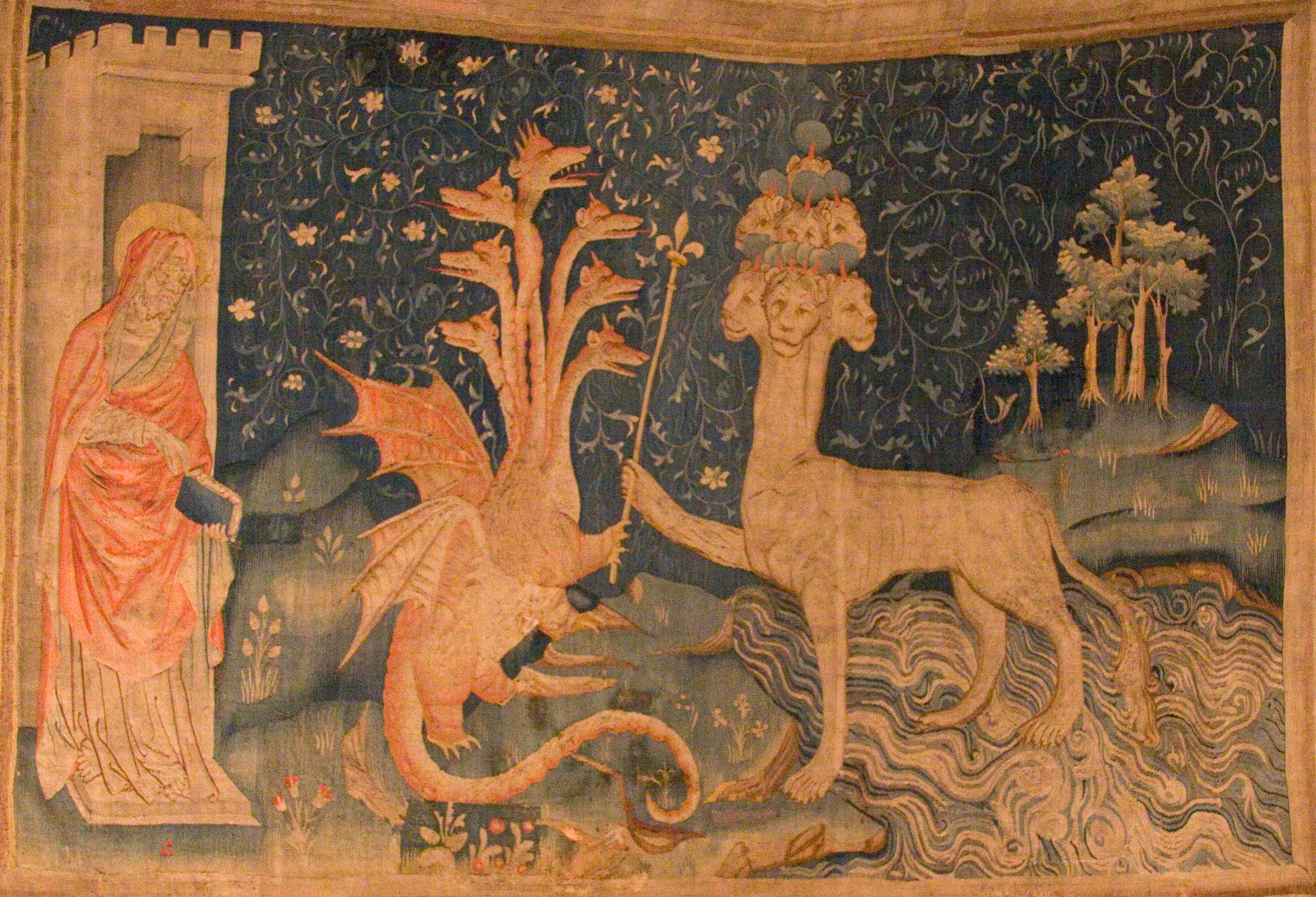
Scena 38: Smok przekazuje władzę bestii

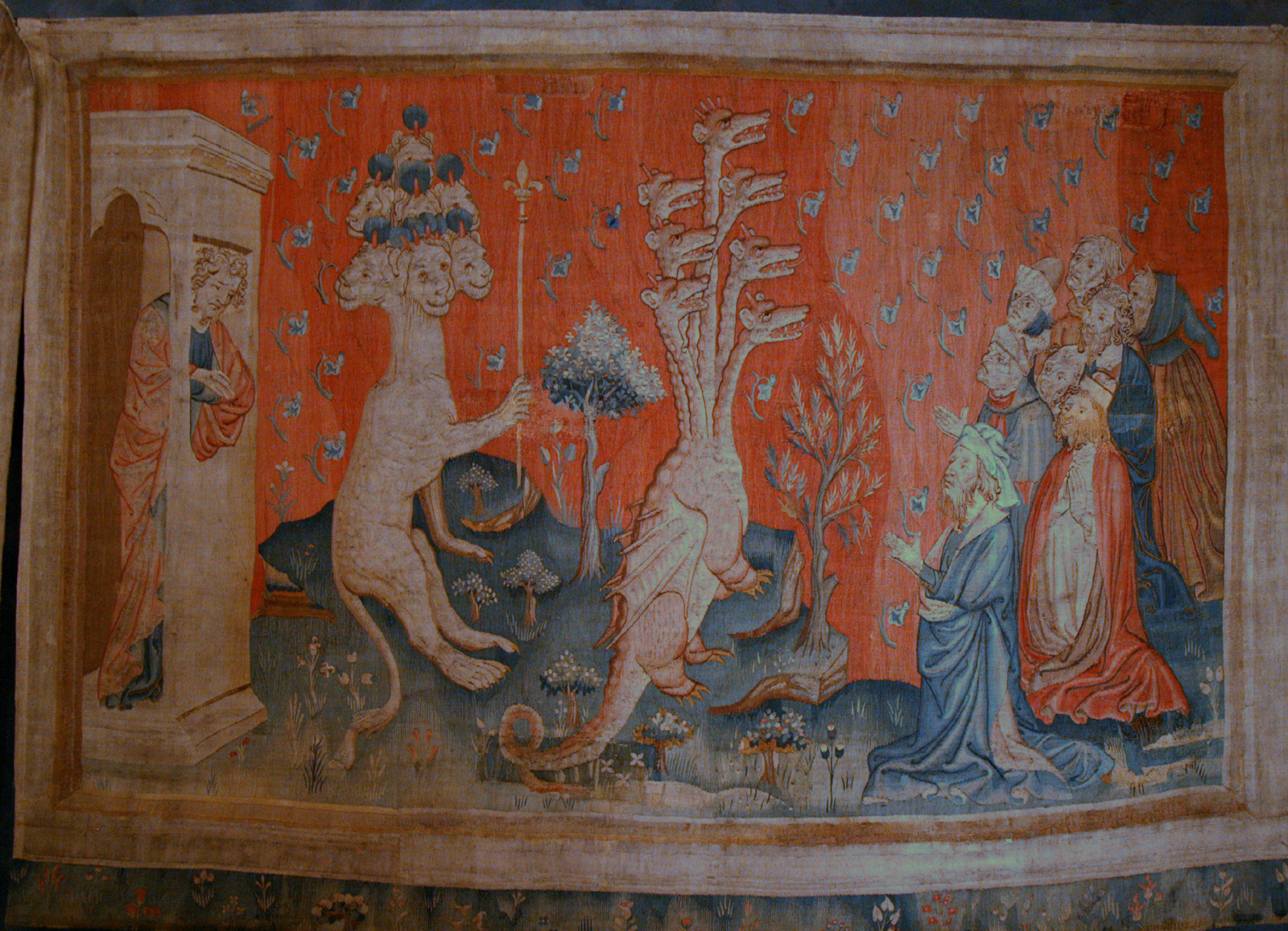
Scena 39: Lud składający pokłon smokowi

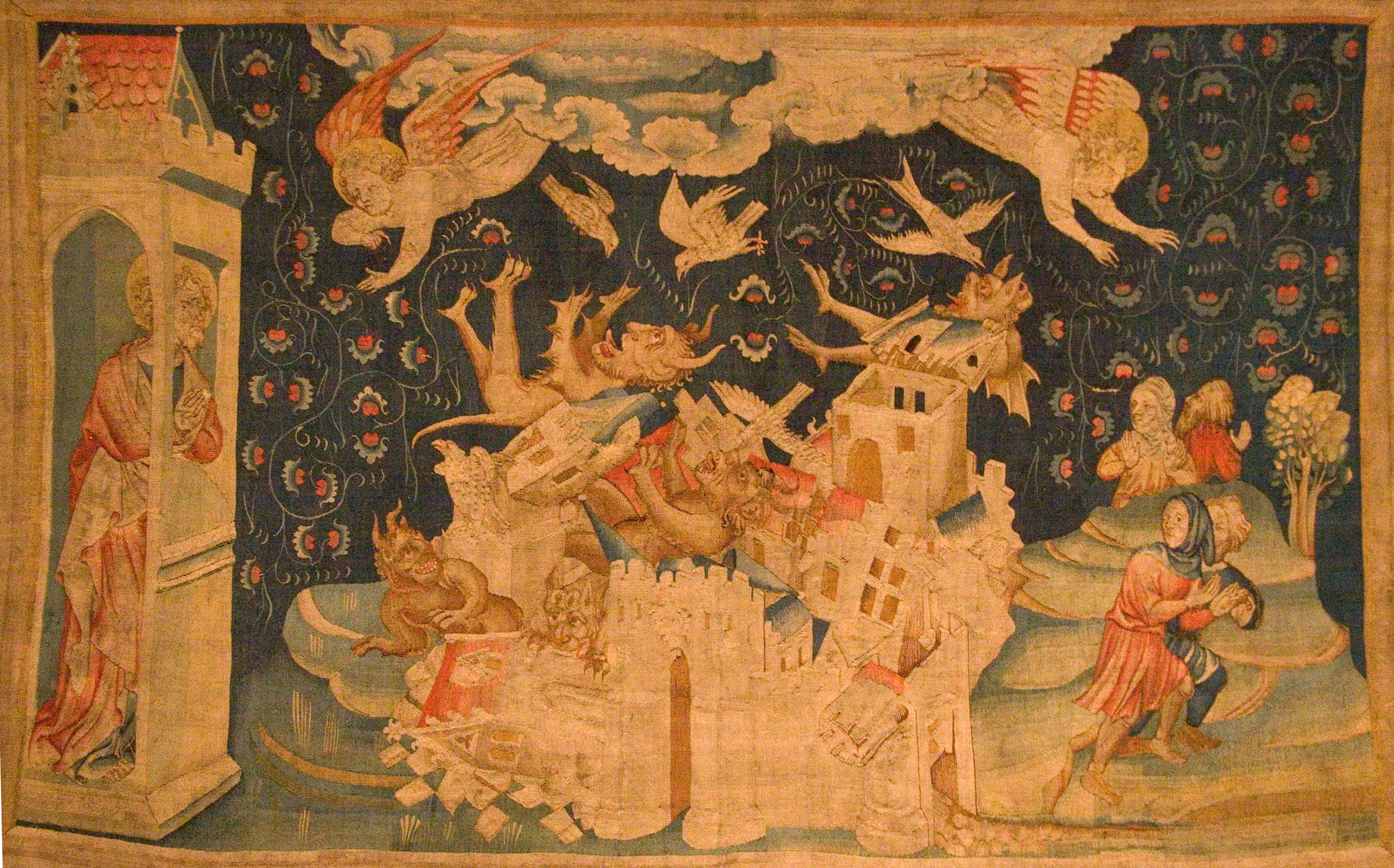
Scena 66: Zagłada diabłów i upadek Wielkiego Babilonu

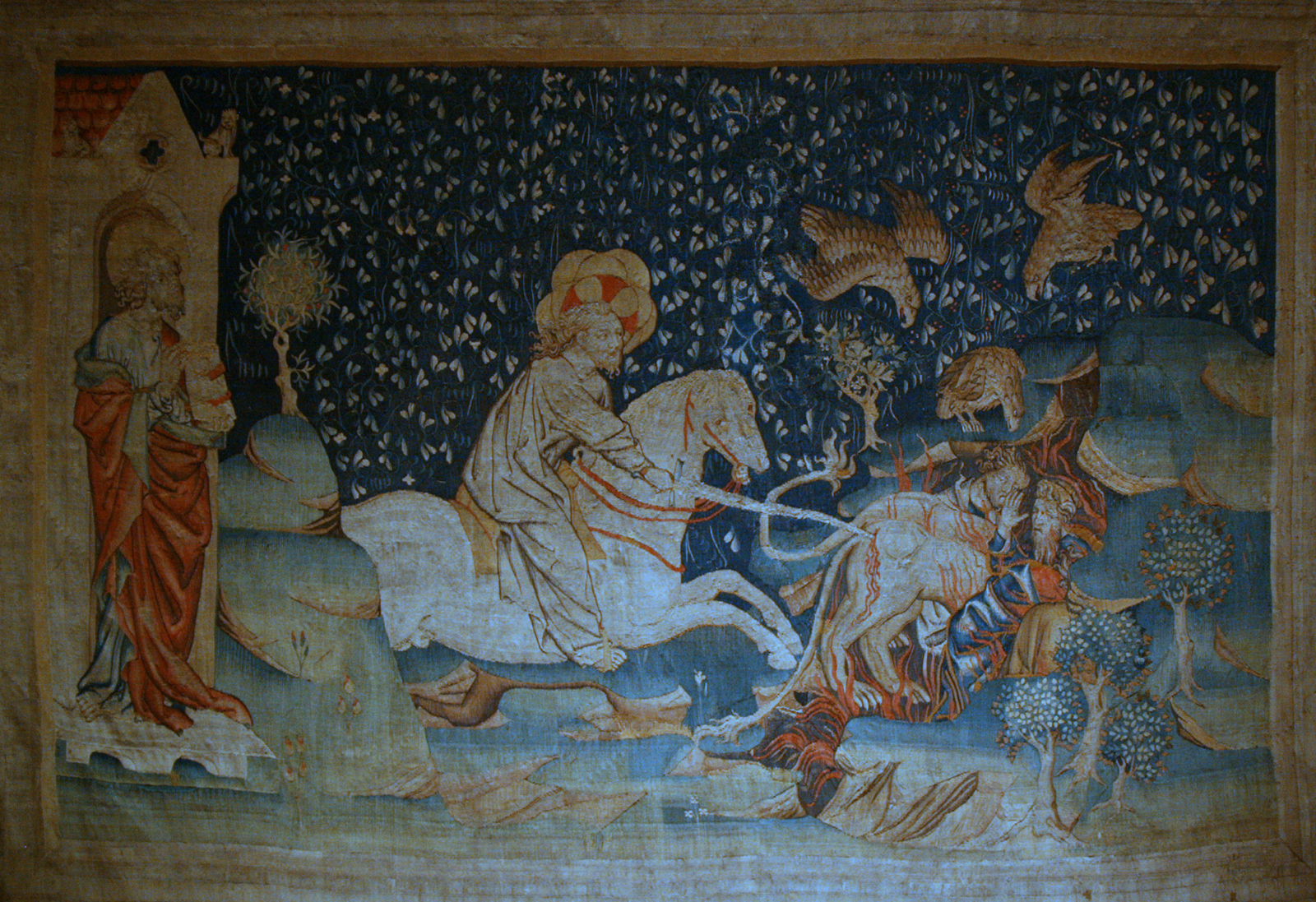
Scena 70: Chrystus pogrąża bestię i fałszywego proroka w piekle

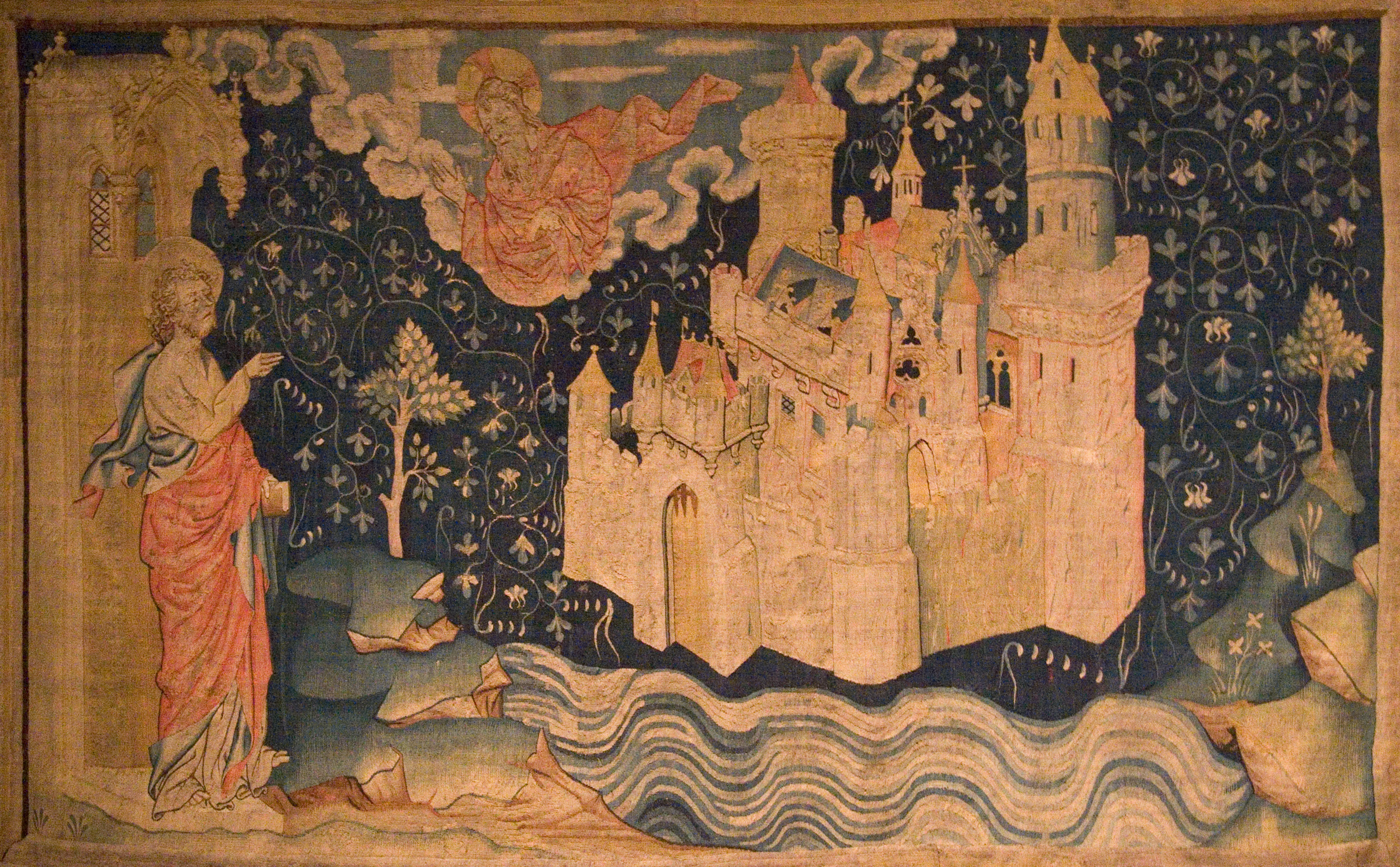
Scena 73: Niebiańska Jeruzalem

Cykl scen został podzielony na sześć zasadniczych części. Kompozycja każdej z nich jest dwustrefowa; zbliżona wysokość poszczególnych rzędów oraz tapiserii nadają integralną całość. W większości części każdy rząd zawiera po siedem scen. Horyzontalną ciągłość przerywają usytuowane wertykalnie wizerunki tronujących postaci, których interpretacja nie jest jasna. Sceny opisane kursywą odnoszą się do niezachowanych do dziś tapiserii.

### Część pierwsza
- Scena 1: Postać tronująca pod baldachimem

Rząd górny
- Scena: Święty Jan na wyspie Patmos [Ap 1, 9-10]
- Scena 2: Siedem świątyń [Ap 1, 11]
- Scena 3: Tronujący Chrystus z mieczem [Ap 1, 12-20]
- Scena 4: Bóg Ojciec w pełni Majestatu [Ap 4, 1-9]
- Scena 5: Pokłon 24 Starców przed Bogiem [Ap 4, 10-11]
- Scena 6: Płacz świętego Jana [Ap 5, 1-5]
- Scena 7: Zabity Baranek [Ap 5, 6]

Rząd dolny
- Scena: Adoracja Baranka [Ap 5, 7-14]
- Scena 8: Jeździec-zwycięzca dzierżący łuk pędzący na koniu siwej maści (pierwsza pieczęć) [Ap 6, 1-2]
- Scena: Jeździec dzierżący miecz pędzący na ognistym koniu – wojna (druga pieczęć) [Ap 6, 3-4]
- Scena 9: Jeździec dzierżący wagę pędzący na czarnym koniu – głód (trzecia pieczęć) [Ap 6, 5-6]
- Scena 10: Jeździec z czaszką pędzący na trupio bladym koniu – śmierć (czwarta pieczęć) [Ap 6, 7-8]
- Scena 11: Dusze męczenników (piąta pieczęć) [Ap 6, 9-11]
- Scena: Trzęsienie ziemi (szósta pieczęć) [Ap 6, 12-17]

### Część druga
- nieznana (zapewne tronująca postać)

Rząd górny
- Scena 12: Cztery wiatry ziemi [Ap 7, 1]
- Scena 13: Tłum wybrańców [Ap 7, 9]
- Scena 14: Siedem trąb (siódma pieczęć) [Ap 8, 2]
- Scena 15: Anioł z kadzielnicą [Ap 8, 3]
- Scena 16: Anioł rzucający kadzielnicę [Ap 8, 5]
- Scena 17: Grad i ogień (pierwsza trąba) [Ap 8, 7]
- Scena 18: Sztorm i zatonięcie okrętu (druga trąba) [Ap 8, 8-9]

Rząd dolny
- Scena 19: Piołun (trzecia trąba) [Ap 8,10-11]
- Scena 20: Lecący orzeł nad zniszczonym miastem (czwarta trąba) [Ap 8, 13]
- Scena 21: Atak szarańczy (piąta trąba) [Ap 9, 1-12]
- Scena 22: Anioły nad Eufratem (szósta trąba) [Ap 9, 13-14]
- Scena 23: Wojska konne [Ap 9, 16-17]
- Scena 24: Anioł z księgą [Ap 10, 1-2]
- Scena 25: Święty Jan połyka księgę [Ap 10, 9-10]

### Część trzecia
- Scena 26: Postać tronująca pod baldachimem

Rząd górny
- Scena 27: Pomiar świątyni i ołtarza [Ap 11, 1-2]
- Scena 28: Dwóch świadków [Ap 11, 3]
- Scena 29: Śmierć dwóch świadków [Ap 11, 8]
- Scena 30: Radość ludu w obliczu martwych świadków [Ap 11, 10]
- Scena 31: Wskrzeszenie świadków [Ap 11, 11]
- Scena 32: Zapowiedź zwycięstwa (siódma trąba) [Ap 11, 14-15]
- Scena 33: Niewiasta obleczona w słońce i Smok siedmiogłowy [Ap 12, 1-5]

Rząd dolny
- Scena 34: Archanioł Michał zwycięża smoka [Ap 12, 7-9]
- Scena 35: Niewiasta otrzymuje skrzydła od anioła [Ap 12, 14]
- Scena 36: Smok atakuje niewiastę [Ap 12, 15-17]
- Scena 37: Smok walczący ze sługami Bożymi [Ap 12, 17-18]
- Scena 38: Smok przekazuje władzę bestii [Ap 13, 1-3]
- Scena 39: Lud składający hołd smokowi [Ap 13, 4]
- Scena 40: Lud składający hołd bestii [Ap 13, 4]

### Część czwarta
- Scena 41: Postać tronująca pod baldachimem

Rząd górny
- Scena 42: Lud składający hołd drugiej bestii [Ap 13, 11-12]
- Scena 43: Bestia zsyła ogień z nieba na ziemię na oczach ludu [Ap 13, 13]
- Scena 44: Uwielbienie obrazu bestii [Ap 13, 15-16]
- Scena 45: Liczba bestii [Ap 13, 17-18]
- Scena 46: Jagnię na Górze Sion [Ap 14, 1]
- Scena 47: Nowa Pieśń [Ap 14, 2-5]
- Scena 48: Pierwszy Anioł zapowiada Dobrą Nowinę [Ap 14, 6-7]

Rząd dolny
- Scena 49: Drugi Anioł zapowiada upadek Babilonu [Ap 14, 8]
- Scena 50: Trzeci anioł i Baranek [Ap 14, 9-12]
- Scena 51: Sen sprawiedliwych [Ap 14, 13]
- Scena 52: Żniwo [Ap 14, 14-16]
- Scena 53: Winobranie [Ap 14, 18]
- Scena 54: Przelewanie wina [Ap 14, 18-20]
- Scena 55: Wizja siedmiu plag i aniołów z harfami [Ap 15, 1-7]

### Część piąta
- Scena 56: Postać tronująca pod baldachimem

Rząd górny
- Scena 57: Wizja siedmiu czasz i siedmiu plag [Ap 15, 7-8]
- Scena 58: Pierwszy anioł wylewający czaszę na ziemię [Ap 16 1-2]
- Scena 59: Drugi anioł wylewający czaszę na morze [Ap 16, 3]
- Scena 60: Trzeci anioł wylewający czaszę na rzeki [Ap 16, 4-7]
- Scena 60: Czwarty anioł wylewający czaszę na słońce [Ap 16 8-9]
- Scena 61: Piąty anioł wylewający czaszę na tron bestii a szósty w wody Eufratu [Ap 16, 10-12]
- Scena 62: Ropuchy [Ap 16, 13-16]
- Scena 63: Siódmy anioł wylewający czaszę w powietrze [Ap 16, 17-21]

Rząd dolny
- Scena 64: Wielka nierządnica [Ap 17, 1-2]
- Scena 65: Nierządnica zasiadająca na bestii [Ap 17, 3-18]
- Scena 66: Zagłada diabłów i upadek Wielkiego Babilonu [Ap 18, 1-20]
- Scena: Anioł wyjmujący wielki kamień z wód morskich [Ap 18, 21-24]
- Scena 67: Zagłada Wielkiej Nierządnicy [Ap 19, 1-4]
- Scena: Uczta godów Baranka [Ap 19, 5-8]
- Scena 68: Święty Jan i anioł [Ap 19, 9-10]

### Część szósta
- Scena: nieznana

Rząd górny
- Scena: Sprawiedliwy jako jeździec na białym koniu [Ap 19, 11-16]
- Scena: Ptaki pożerające grzeszników [Ap 19, 17-18]
- Scena 69: Walka bestii ze Sprawiedliwym [Ap 19, 19-21]
- Scena 70: Chrystus pogrąża bestię i fałszywego proroka w piekle [Ap 19, 19-21]
- Scena: Anioł uprowadzający smoka do bram czeluści [Ap 20, 1-4]
- Scena 71: Sędziowie [Ap 20, 4-6]
- Scena 72: Smok oblegający miasto Boże [Ap 20, 7-9]

Rząd dolny
- Scena: Diabeł wrzucony do siarczystego jeziora [Ap 20, 10]
- Scena: Sąd Ostateczny[Ap 20, 11-15]
- Scena 73: Niebiańska Jerozolima [Ap 21, 1-8]
- Scena 74: Wizja Niebiańskiej Jerozolimy [Ap 9-27]
- Scena 75: Woda życia i tronujący Pan [Ap 22, 1-6]
- Scena 76: Święty Jan przed aniołem [Ap 22, 8-9]
- Scena 77 i 78b: Święty Jan przed Jezusem Chrystusem [Ap 22, 16-21]